# Passione (film 1953)
Passione è un film del 1953 diretto da Max Calandri.

## Produzione
Il film è ascrivibile al filone dei melodrammi sentimentali, comunemente detto strappalacrime, in seguito ribattezzato neorealismo d'appendice dalla critica, allora molto in voga tra il pubblico italiano.